# 阿爾森·扎哈里揚
阿爾森·諾賴羅維奇·扎哈里揚（2003年5月26日—），亞美尼亞裔俄羅斯職業足球員，司職中場。現效力于西甲俱樂部皇家社會、俄羅斯國家足球隊。

## 俱樂部生涯

### 莫斯科迪納摩
2020年10月，扎哈里揚被英國衛報評選為2003年出生的球員中世界足壇60位最佳青年才俊之一。11月1日，他在對陣坦波夫的比賽中首次代表莫斯科迪納摩在俄超中上場。
2021年5月27日，莫斯科迪納摩球迷將他評為本賽季最佳球員。7月15日，俄羅斯足球總會授予他2020-21賽季最佳21歲以下球員獎。

### 皇家社會
2023年8月19日，西甲俱樂部皇家社會宣布簽下扎哈里揚，合約至2029年6月30日。

## 國家隊生涯
2021年3月15日，扎哈里揚入選了俄羅斯2021年欧洲U-21足球锦标赛的大名單。此前，他只代表俄羅斯17歲以下青年隊參賽，並成為俄羅斯隊中最年輕的球員。3月25日，扎哈里揚首秀對陣冰島，第31分鐘在禁區內犯規，俄羅斯點球首開紀錄。上半場補時階段，他打進了自己的第一個進球，將比分改寫為3-0，最終以俄羅斯4-1的勝利收場。他成為有史以來為俄羅斯U-21國家隊打進一球的最年輕球員。他也成為歐洲U-21足球錦標賽歷史上最年輕的射手，超越比利時球員亚里·费尔斯哈伦。
2021年5月11日，扎哈里揚首次被徵召到俄羅斯國家足球隊，他被列入了2020年歐洲國家盃的30人初步大名單。他在營地遭受了扁桃體炎感染，並沒有被列入最後的陣容。
2021年9月1日，扎哈里揚在對陣克羅地亞的2022年世界盃外圍賽中首次代表俄羅斯國家隊出場。他成為第二年輕出場的國家隊球員，僅次於伊戈爾·阿金費耶夫。

## 個人生活
扎哈里揚出生於俄羅斯薩馬拉的一個亞美尼亞家庭。1988年亞美尼亞大地震後，阿爾森的父母從亞美尼亞搬到了俄羅斯。

## 榮譽

### 個人
- 莫斯科迪纳摩賽季最佳球員：2020-21賽季[3]
- 俄羅斯足球總會最佳21歲以下球員：2020-21賽季[4]

## 生涯數據

### 國家隊
最後更新：2023年3月23日
| 國家隊 | 年分 | 出賽 | 進球 |
| ------ | ---- | ---- | ---- |
| 俄羅斯 | 2021 | 4    | 0    |
| 俄羅斯 | 2022 | 2    | 0    |
| 俄羅斯 | 2023 | 1    | 0    |
| 總計   | 總計 | 7    | 0    |

## 備注
1. ↑  亞美尼亞語羅馬化：Arsen Norayri Zakharyan
2. ↑  俄語羅馬化：Arsen Norayrovich Zakharyan

## 外部連結
- Soccerway資料庫：阿爾森·扎哈里揚